# Trần Minh Vương
Minh Vương Trần (Provincia di Thai Binh, 28 marzo 1995) è un calciatore vietnamita, centrocampista dell'HAGL e della Nazionale vietnamita.

## Carriera

### Club
Ha giocato nella prima divisione vietnamita.

### Nazionale
Ha giocato nelle nazionali giovanili vietnamite Under-19 ed Under-23.
Con la nazionale vietnamita ha preso parte alla Coppa d'Asia 2019.

## Statistiche

### Cronologia presenze e reti in nazionale
| Cronologia completa delle presenze e delle reti in nazionale ― Vietnam | Cronologia completa delle presenze e delle reti in nazionale ― Vietnam | Cronologia completa delle presenze e delle reti in nazionale ― Vietnam | Cronologia completa delle presenze e delle reti in nazionale ― Vietnam | Cronologia completa delle presenze e delle reti in nazionale ― Vietnam | Cronologia completa delle presenze e delle reti in nazionale ― Vietnam | Cronologia completa delle presenze e delle reti in nazionale ― Vietnam | Cronologia completa delle presenze e delle reti in nazionale ― Vietnam |
| Data                                                                   | Città                                                                  | In casa                                                                | Risultato                                                              | Ospiti                                                                 | Competizione                                                           | Reti                                                                   | Note                                                                   |
| ---------------------------------------------------------------------- | ---------------------------------------------------------------------- | ---------------------------------------------------------------------- | ---------------------------------------------------------------------- | ---------------------------------------------------------------------- | ---------------------------------------------------------------------- | ---------------------------------------------------------------------- | ---------------------------------------------------------------------- |
| 16-01-2019                                                             | al-'Ayn                                                                | Vietnam                                                                | 2 – 0                                                                  | Yemen                                                                  | Coppa d'Asia 2019 - 1º turno                                           | -                                                                      | 82’                                                                    |
| 20-01-2019                                                             | Dubai                                                                  | Giordania                                                              | 1 – 1 dts (2-4 dtr)                                                    | Vietnam                                                                | Coppa d'Asia 2019 - Ottavi di finale                                   | -                                                                      | 117’                                                                   |
| Totale                                                                 |                                                                        | Presenze                                                               | 2                                                                      |                                                                        | Reti                                                                   | 0                                                                      |                                                                        |